# 無盡意菩薩
無盡意菩薩又名無盡慧菩薩、無量意菩薩，是東方淨土的大菩薩，真言宗密號定慧金剛、無盡金剛。出自西晉月氏國三藏竺法護所譯《阿差末菩薩經》（七卷），阿差末即Akṣayamati的簡化音譯。在密宗，居金剛界曼荼羅北方四尊之首，亦是賢劫十六尊之一。
在《藥師琉璃光如來本願功德經》中，無盡意菩薩為八大菩薩之一。
無盡意菩薩，在《妙法蓮華經·觀世音菩薩普門品》中亦曾出現，與釋迦牟尼佛對話，並供養觀世音菩薩。
《地藏本願經·閻浮眾生業感品》，亦有提到無盡意菩薩的地方，其時化身為羅漢，與地藏菩薩的前生其中一世有所接觸。